# Комаров, Николай Дмитриевич
Николай Дмитриевич Комаров (род. 1918 — ум. 2007) — советский государственный деятель. Член КПСС с 1945 года; кандидат в члены ЦК КПСС в 1981—1989 годах. Депутат Совета Союза Верховного Совета СССР 11 созыва (1984—1989) от Аджарской АССР.

## Биография
Русский.
Окончил Московский авиационный институт в 1944 году и Всесоюзную академию внешней торговли в 1949 году.
В 1937—1946 годах — работал на предприятиях авиационной промышленности.
С 1949 года — во внешнеторговых организациях.
С 1955 года — в аппарате Министерства внешней торговли СССР.
В 1965—1980 годах — заместитель министра внешней торговли СССР.
В 1980—1987 годах — первый заместитель министра внешней торговли СССР.
С 1987 года — на пенсии. Работал в АвтоВАЗе.
Умер в Москве 21 мая 2007 года и похоронен на Даниловском кладбище .